# 顾伯华
顾伯华（1916年—1993年），男，上海人，中国中医学家，曾任上海中医学院教授，第五、六、七届全国政协委员。